# Efim Bogoljoebov

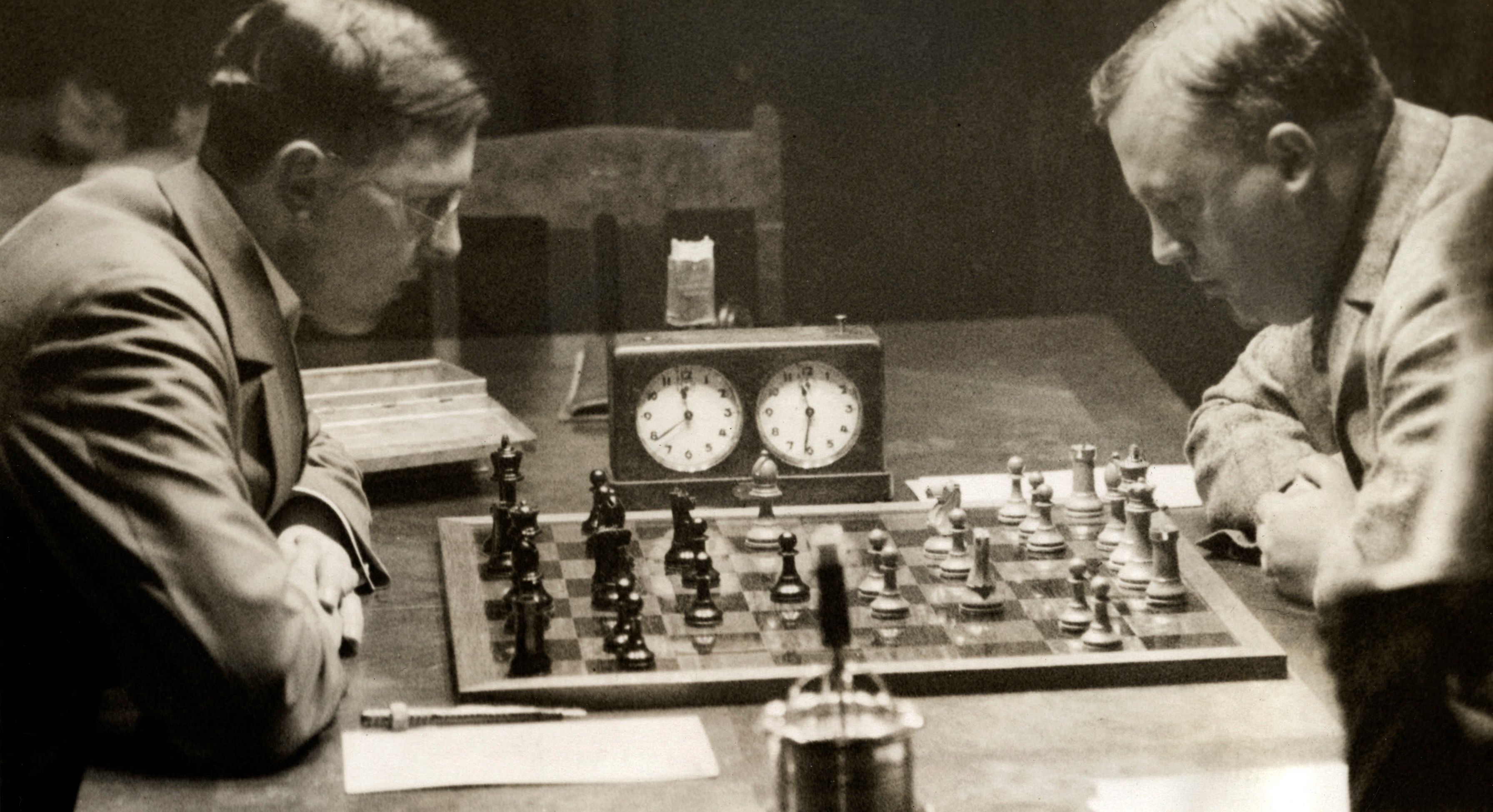
Euwe vs. Bogoljoebov (1928)

Efim Dmitrievitsj Bogoljoebov (Oekraïens: Юхи́м Дмитро́вич Боголю́бов, Russisch: Ефим Дмитриевич Боголюбов) (Stanislavtschyk, 14 april 1889 – Triberg im Schwarzwald, 18 juni 1952) was een Oekraïens-Duitse schaakgrootmeester.

## Biografie
Efim Bogoljoebov werd geboren in een plaatsje nabij Kiev. Hij vertrok al op jonge leeftijd naar Duitsland, waar hij in 1914 bij het uitbreken van de Eerste Wereldoorlog geïnterneerd werd. In 1920 keerde hij terug naar Rusland en in 1924 werd hij landskampioen schaken. In 1928 versloeg hij Euwe in een door de FIDE georganiseerd kampioenschap. Hierop volgend, in 1929, speelde hij om het wereldkampioenschap tegen Aleksandr Aljechin. Aljechin was duidelijk beter en won met 9,5–15,5. Bogoljoebov was relatief zwak in het eindspel en zou daarom nooit wereldkampioen worden. In 1931 en 1933 was hij wel kampioen van Duitsland. Hij overleed in 1952 aan een hartaanval. 

## De Bogo-Indische verdediging
De Bogo-Indische verdediging is door hem geanalyseerd en naar hem vernoemd. De zetten zijn 1.d4 Pf6 2.c4 e6 3.Pf3 Lb4+ (diagram), en de verdediging valt onder ECO-code E11.

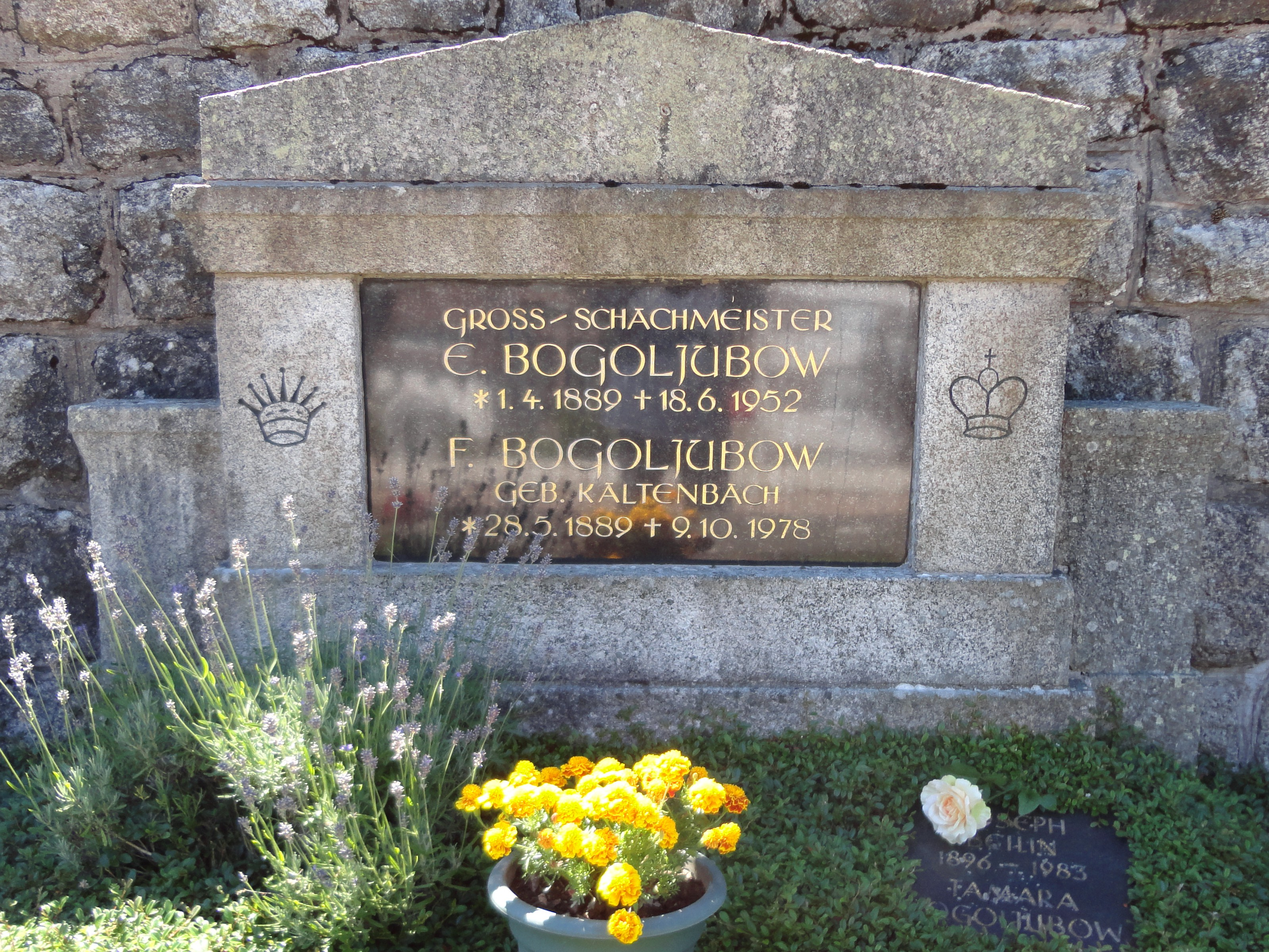
Efim Bogoljoebov, Triberg
(1.4.1889 – 18.6.1952)

| 8 | rd                                     | nd | bd | qd | kd |    |    | rd |
| 7 | pd                                     | pd | pd | pd |    | pd | pd | pd |
| 6 |                                        |    |    |    | pd | nd |    |    |
| 5 |                                        |    |    |    |    |    |    |    |
| 4 |                                        | bd | pl | pl |    |    |    |    |
| 3 |                                        |    |    |    |    | nl |    |    |
| 2 | pl                                     | pl |    |    | pl | pl | pl | pl |
| 1 | rl                                     | nl | bl | ql | kl | bl |    | rl |
|   | a                                      | b  | c  | d  | e  | f  | g  | h  |
|   | 3...Lb4+, de Bogo-Indische verdediging |    |    |    |    |    |    |    |